# Armé et très dangereux
Pour plus de détails, voir Fiche technique et Distribution.
Armé et très dangereux (Вооружён и очень опасен, Vooroujion i otchen opassen) est un film soviétique réalisé par Vladimir Vaïnchtok, sorti en 1977.

## Fiche technique
- Titre : Armé et très dangereux[1]
- Titre original : Вооружён и очень опасен (Vooroujion i otchen opassen)
- Réalisation : Vladimir Vaïnchtok
- Scénario : Vladimir Vaïnchtok, Pavel Finn
- Photographie : Konstantin Ryjov
- Musique : Gueorgui Firtitch
- Pays d'origine : URSS
- Format : Couleurs - 35 mm - Mono
- Genre : aventure
- Durée : 100 minutes
- Date de sortie : 1977

## Distribution
- Donatas Banionis : Gabriel Conroy
- Mircea Veroiu : Jack Gemlin
- Lioudmila Sentchina : Julie Prudhomme
- Maria Ploae : Dolores Damphy
- Leonid Bronevoï : Peter Damphy
- Lev Dourov : Lucky Charlie
- Vsevolod Abdoulov : Henry York
- Ferenc Bence : Harry
- Yan Shanilets : Julian Barreto
- Algimantas Masiulis : Starbottle